# ويليام وو
ويليام وو (بالإنجليزية: William Woo)‏ هو صحفي أمريكي، ولد في 4 أكتوبر 1936، وتوفي في 12 أبريل 2006 بسبب سرطان القولون.